# Guy Tchingoma
Guy Tchingoma (ur. 3 stycznia 1986 r. w Pointe-Noire, zm. 9 lutego 2008 r. w Libreville) – kongijski, a od września 2007 roku gaboński piłkarz po uzyskaniu obywatelstwa tego kraju. Grał w zespole FC 105 Libreville.
W reprezentacji Gabonu pojawił się podczas meczu eliminacyjnego Pucharu Narodów Afryki z Wybrzeżem Kości Słoniowej. Podczas meczu jego klubu z zespołem USM Libreville, zawodnik zderzył się z jednym z rywali, ale wrócił do gry. Podczas spotkania na stadionie nie było służb medycznych. Piłkarz został przewieziony do szpitala autobusem klubowym. Tam lekarze orzekli zgon. Dokładne przyczyny śmierci nie są znane.